# Stogovci (Apače)
Stogovci (Duits: Miethsdorf) is een plaats in Slovenië en maakt deel uit van de gemeente Apače in de NUTS-3-regio Pomurska. De plaats telde 133 inwoners op 1 januari 2020.

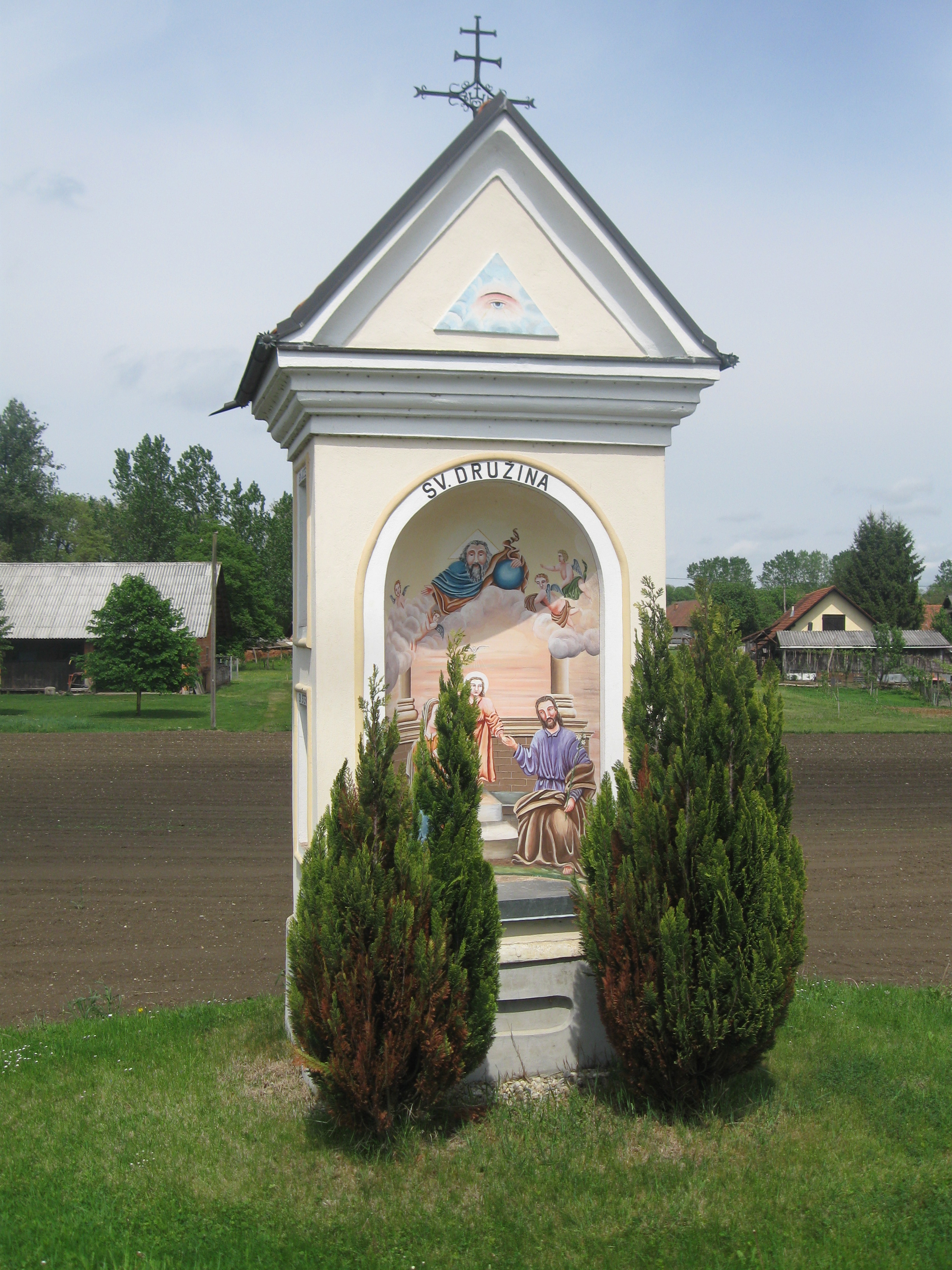
Kapelletje